# 三宅友信
三宅 友信（みやけ とものぶ）は、三河田原藩の隠居格、蘭学者。

## 生涯
文化3年（1806年）11月27日、田原藩の第8代藩主三宅康友の四男として江戸麹町（現在の東京都千代田区の三宅坂付近）の田原藩上屋敷で生まれた。文政2年（1819年）4月に田原へ引越し、田原城藤田丸に住居した。同年5月15日、藩校成章館の講主萱生玄順の進名により、友信（論語の「与朋友交言而不信乎」から選字）と名乗る。
文政6年（1823年）10月に江戸へ戻り、翌年頃から渡辺崋山の影響を受けて蘭学の研究を行うようになった。文政10年（1827年）に兄の藩主康明が28歳で病死すると後継問題（後述）が発生し、その結果三宅家の血統を受け継ぐ友信ではなく、姫路藩酒井家から持参金つき養子として入ってきた康直が藩主となった。友信は前藩主扱いの隠居格とされ、隠居料2000俵余を与えられて巣鴨の下屋敷に住居し、「巣鴨様」と呼ばれるようになった。23歳の若さで隠居となった友信は酒色に溺れることもあったが、側用人となった崋山の勧めにより一層蘭学研究に打ち込み、隠居料の多くを蘭書の購入に費やした。長崎留学から戻ってきた鈴木春山のほか、高野長英、小関三英らを雇ってこれら蘭書の翻訳を行った。また、崋山が蘭書の購入を希望した際には友信が資金を提供することもあった。
天保10年（1839年）に蛮社の獄が起こり、翌年1月に崋山が田原へ護送されると、友信も蘭学者の弾圧を避けるため、そして崋山の身辺を見守るために田原へ移った。崋山の『守困日歴』には、崋山の母栄と長女可津が友信に招かれ、城内で馳走を与えられて宿泊した記事がある。天保12年（1841年）に崋山が自刃すると非常に落胆し、弘化元年（1844年）12月に再び江戸へ戻った。師を失った友信はさらに蘭学に情熱を注ぎ、春山や村上範致、上田亮章を相手に西洋銃陣や砲術の導入に力を入れた。
安政3年（1856年）、幕府が蕃書調所を設置すると、語学力を評価されて推薦を受けて入所し、兵書を翻訳して『泰西兵鑑初編』を出版している。慶応3年（1867年）、藩主となっていた長男の康保と共に田原へ帰国し、朝廷に帰順の意を示す。
維新後は田原城内大手に住居して「大手様」と称された。晩年は東京へ出て自適の生活を送り、明治19年（1886年）8月8日に死去した。享年81。昭和10年（1935年）に従四位を贈られた。

## 藩主後継問題
文政10年（1827年）7月10日、藩主三宅康明が28歳という若さで病死する。田原藩は知行高に比べて藩士の数が多く、さらに所領の田原も痩地であった上に風水害の被害も多く、常に財政難の状況であった。そこで藩首脳部は貧窮する藩財政を打開するため、当時家老河合道臣の財政再建により比較的裕福であった姫路藩主酒井家から持参金目当ての養子を迎えようとした。これに対し、三宅家の血統を重視した渡辺崋山や真木定前はこれに強く反発し、康明の異母弟である友信を擁立しようと運動を行った。
藩首脳部は病気療養を名目に友信を田原へ送ることに成功し、10月11日に友信は崋山、萱生玄順、上田亮章らを連れて江戸を発った。10月15日、酒井家から稲若（三宅康直）を養子に迎える内約が成立し、藩内に公表された。10月22日に養子縁組成立の報が田原へ伝えられると、友信は田原城の藤田丸に事実上軟禁され、翌年5月にようやく江戸へ戻ることが許された。
康直が藩主となって以降も、崋山は三宅家の血統を残そうと奔走し、康直の娘と友信の長男の康保を娶わせて婿養子とすることに成功した。一方で姫路藩の河合道臣とも交渉して、婿養子についての諒解を得た。崋山の死後、康直は正室の勧めもあって実子を世継ぎにしようとするが、真木定前の諫死により康保を世継ぎとすることを再確認した。嘉永3年（1850年）に康保が第12代藩主となり、友信は藩主の実父としてさらなる尊敬を集めるようになった。

## 著書・訳書
著書
- 『括襄録』
- 『桂蔭鎖語』
- 『三河国志』
- 『芳春園寓筆』
- 『崋山先生略伝補』（1881年）

訳書
- 『西洋人検夫児日本誌』（1832年）
- 『鈐林必携初編』（1851年）
- 『鈐林必携後編』（1853年）
- 『泰西兵鑑初編』（1856年）